# Reloj Astronómico de Olomouc

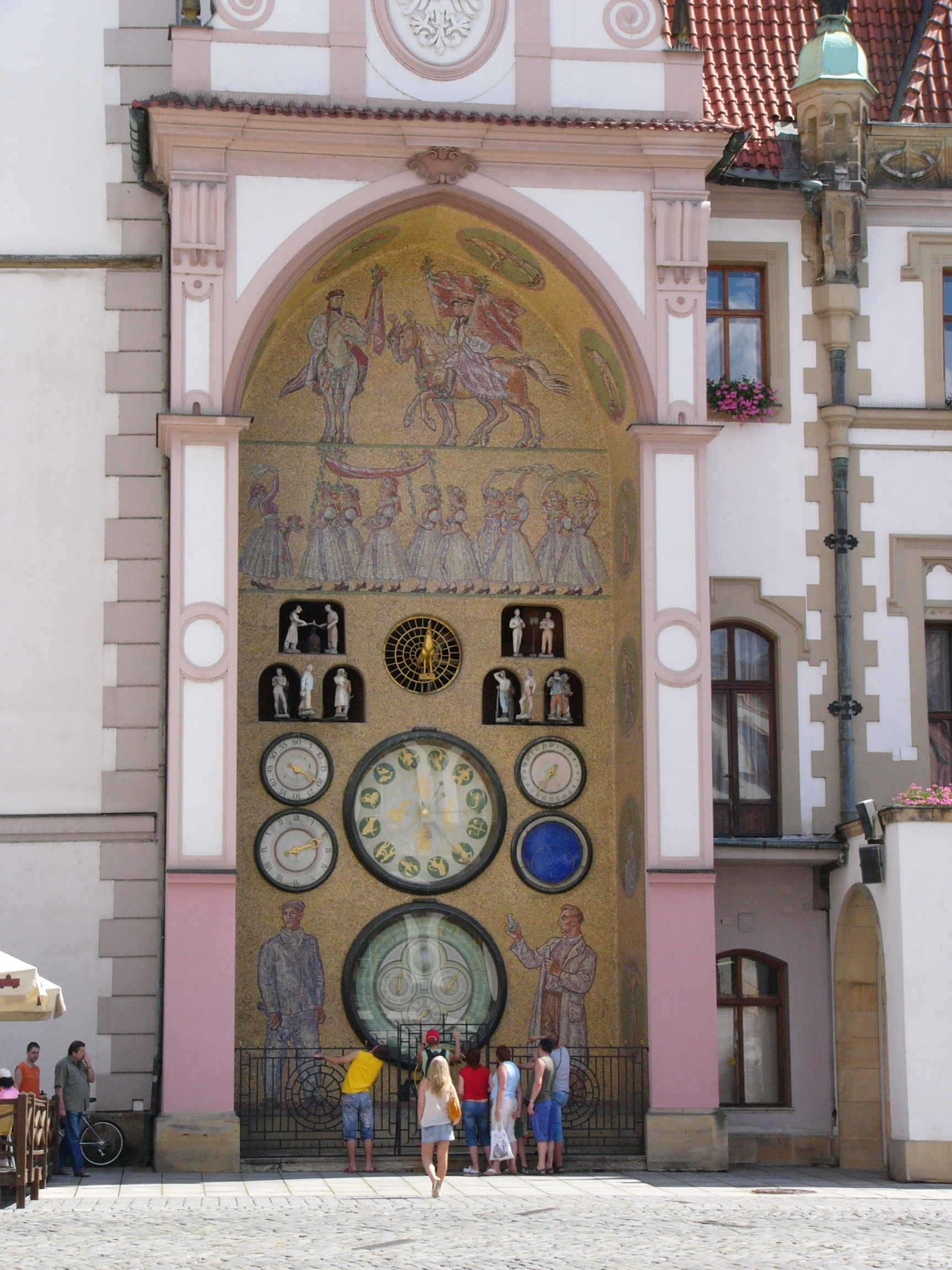
Reloj astronómico de Olomouc

El Reloj Astronómico de Olomouc (en checo: Olomoucký orloj) es parte de la pared norte del ayuntamiento de Olomouc, República Checa. El reloj astronómico fue construido en el siglo XV y ha sido reconstruido varias veces. El aspecto actual es de 1955 en el estilo de realismo socialista. Es uno de los pocos relojes heliocéntricos en el mundo.

## Descripción física

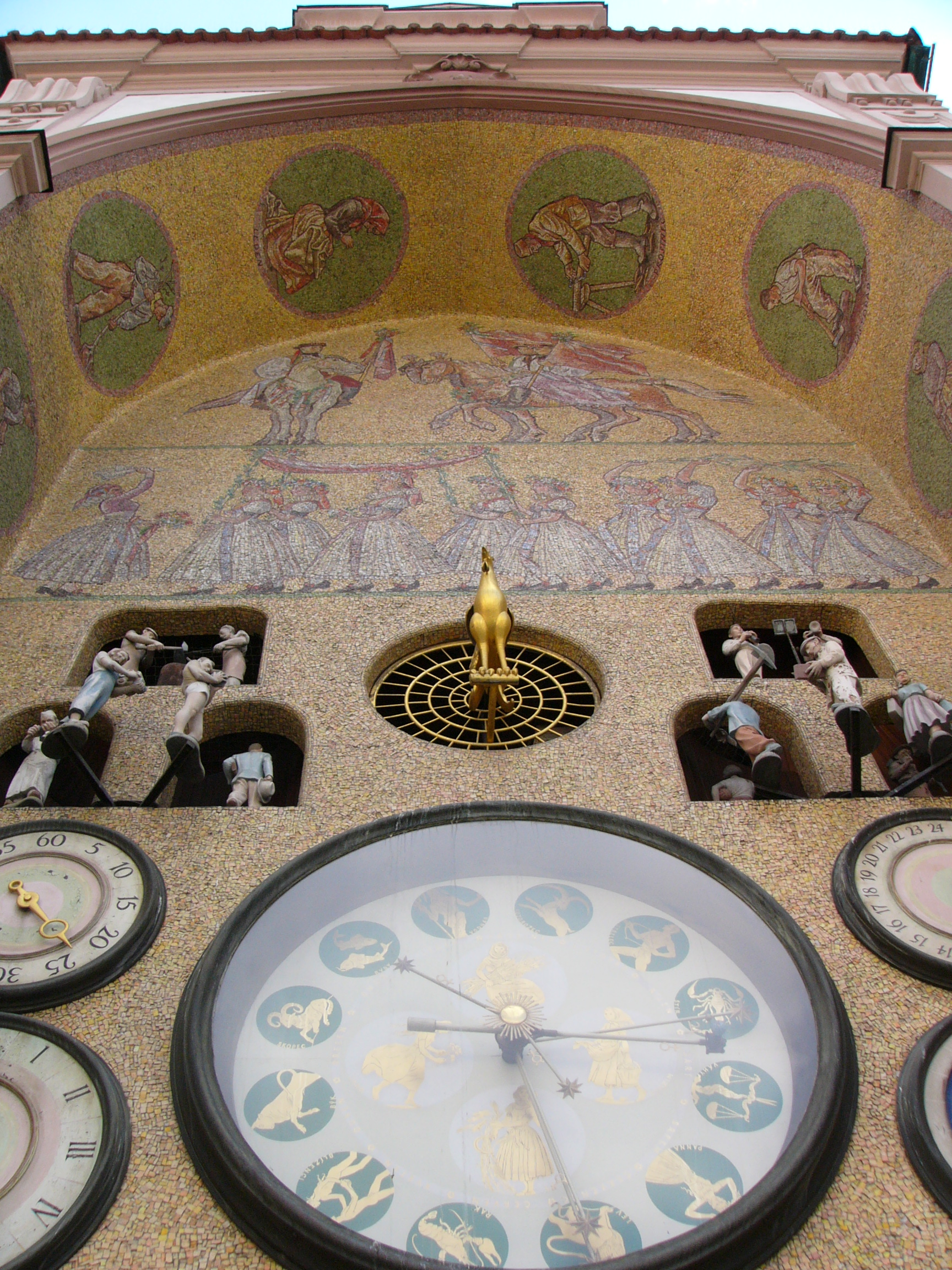
Detalle de la decoración del reloj

El reloj está localizado en la fachada noreste del ayuntamiento, la alcoba arqueada es aproximadamente 14 metros de alto. El dial inferior representa la esfera terrenal e indica minutos, horas, días, meses, años y fases de la luna. El calendario bajo el reloj indica los días de los santos checos y ls días importantes del régimen comunista, como los cumpleaños de Stalin y Gottwald. El dial superior representa la esfera celestial y muestra un mapa de las estrellas, el sol, tierra y los planetas sobre un fondo de las doce casas del zodíaco.
El mediodía es anunciado por un gallo de latón y figurines animados de varias figuras de proletariado que pasan por delante de las ventanas del reloj durante siete minutos. Las profesiones representadas incluyen un minero, un panadero, un empleado, un jugador de voleibol, un mecánico de coche y un trabajador de fábrica.
La fachada principal está rodeada por un mosaico que describe la Cabalgata de los Reyes y una "procesión de doncellas" (encima), un trabajador que aguanta una llave inglesa (izquierdo), y un farmacéutico que aguanta un flasco (correcto). Alrededor del perímetro de la alcoba hay representaciones alegóricas en mosaico de las doce estaciones y los dos festivales tradicionales. Hay dieciséis campanas que fueron moldeadas por P. Hilzer En 1898. Según el diseño original, el carillón debía reproducir El Internationale. Pero en vez de eso, ahora reproduce tres canciones folklóricas: Daleká, šeroká cesta přes Holomóc, Vrbe jož se zelenajó, y Za Náměšťó na kopečko hádajó se o děvečko.

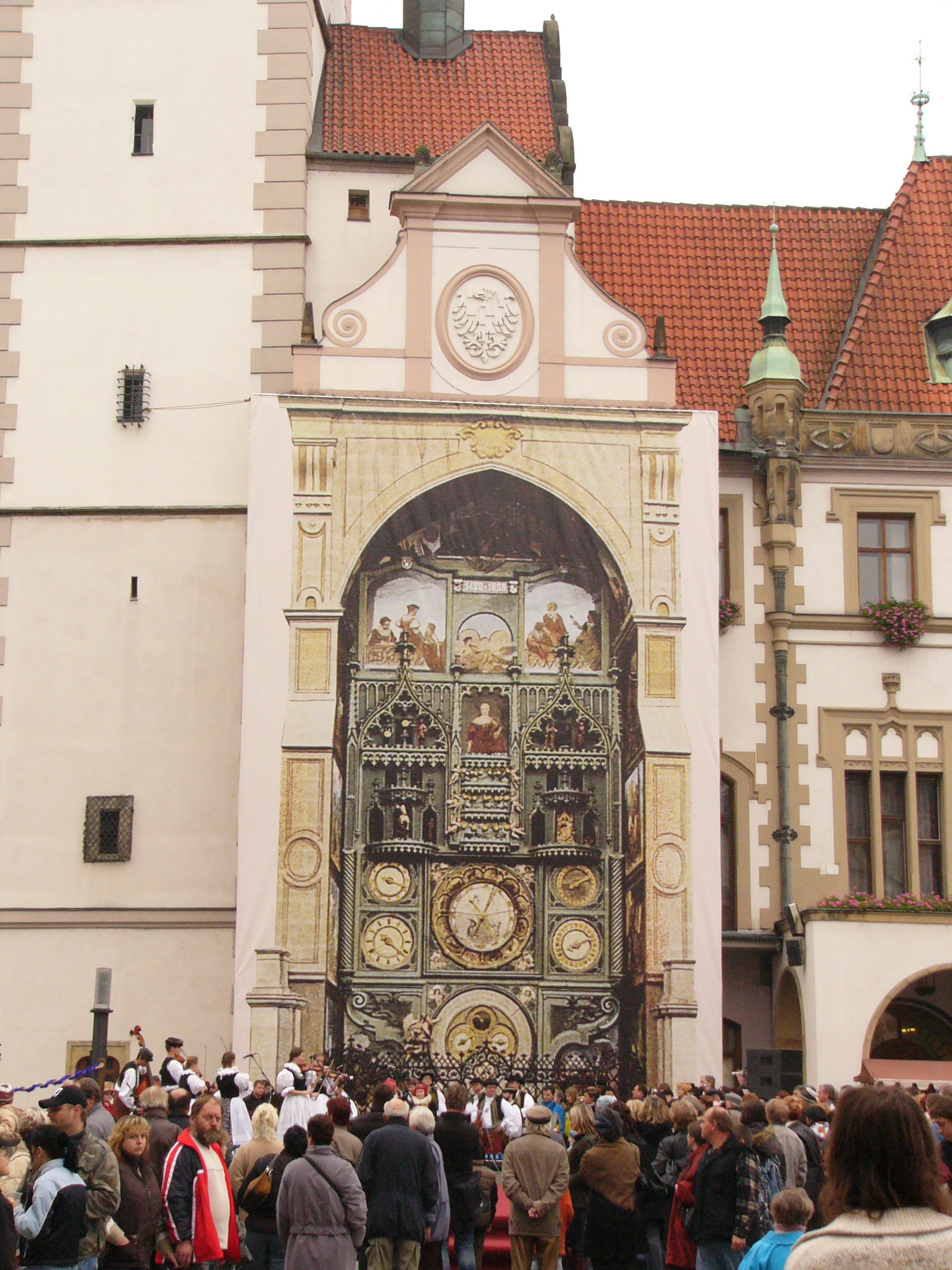
Una exhibición de tela de cómo el reloj solía verse antes de que fuera destruido durante la Segunda Guerra Mundial y reconstruido en su forma actual

El primer mención "indiscutida" del reloj es de 1519 pero según la tradición, fue construido entre 1419 y 1422. La leyenda local reivindica que el astrónomo fue cegado para que no pudiera hacer un trabajo similar en otra ciudad. 
El reloj ha sido reconstruido varias veces durante su historia y equipado con varios figurines móviles, incluyendo San Wenceslao, San Jorge en su caballo y el dragón, y Los tres Reyes Magos en sus camellos. En 1800, el reloj se paró, y quedó parado once años. Solo después de las reparaciones provisionales volvió a funcionar otra vez, hasta el 1898. Las partes más viejas del reloj actual son de aquel año, cuando el reloj fue equipado con un dial heliocéntrico por Eduard Korfhage. En 1926 fue decorado por el prominente artista Jano Kohlerem. El reloj fue dañado por una grenada en mayo del 1945, en los días finales de la Segunda Guerra Mundial, por soldados del ejército alemán Nazi a su paso por Olomouc durante su retirada. Los fragmentos de aquella versión son ahora mantenidos en el museo de ciudad. Fue restaurado a su forma original en 1926, pero fue completamente reconstruido en 1955 por Karel Svolinský con un estilo realista socialista. La ceremonia de encargo de la obra tuvo lugar, ante la presencia de dirigentes comunistas, el 9 de mayo del 1955.
El reloj fue presentado en las escenas de apertura de la película checa de 1969 El Chiste, basado en el libro de Milán Kundera.